# Tlathenkotin
Tlathenkotin /'ljudi s rijeke koja teče kroz travu'; 'people of the river that trails through the grass' /, jedna od glavnih skupina Chilcotin Indijanaca čije je glavno naselje bilo selo Tlothenka na rijeci Chilcotin (pritok Frasera) u kanadskoj provinciji Britanska Kolumbija.
Populacija im je 1892. iznosila 190 u selu Tlothenka i 35 u nezavisnom selu Stella.